# Kész Rózsi
Kész Rózsi, született Käs Róza (Pest, 1872. január 11. – Budapest, 1925. július 28.) színésznő.

## Életútja
Käs Ignác szabómester és Láng Johanna leánya. A Színművészeti Akadémián szerezte oklevelét 1893-ban. 1896 márciusától a Vígszínház tagja lett, ahol kisebb megszakításokkal három évtizeden keresztül működött. 1897. május 18-án házasságot kötött Szemere (Schönberger) Lipót részvénytársulati titkárral. 1904-ben elváltak. 1904. december 24-én Budapesten házasságra lépett Vesztróczy Manó festőművésszel. 1917-ben fellépett a Városi, 1923–24-ben a Fővárosi Operettszínházban. A színpadon temperamentum, becsületes akarás, részletező gond jellemezték, az életben pedig egészséges kedélye, jószíve és kollegialitása, melyek igazi barátokat szereztek a személyének és művészetének egyaránt. Eltemették a farkasréti temetőben. 

## Fontosabb szerepei
- Gavault–Charvay: Josette kisasszony, a feleségem – Léontine
- Kálmán Imre: Tatárjárás – Elemériné
- Heltai Jenő: A masamód – Mari